# بوغال بيرهانو
بوغال بيرهانو (27 فبراير 1986 إثيوبيا - ) هو لاعب كرة قدم إثيوبي، يلعب كلاعب وسط.

## روابط خارجية
- بوغال بيرهانو على موقع الاتحاد الدولي (مؤرشف)  (الإنجليزية)
- بوغال بيرهانو على موقع قاعدة بيانات كرة القدم.إي يو (الإنجليزية)
- بوغال بيرهانو على موقع ناشيونال فوتبول تيمز (الإنجليزية)